# Melanoplus pinaleno
Melanoplus pinaleno är en insektsart som beskrevs av Morgan Hebard 1937. Melanoplus pinaleno ingår i släktet Melanoplus och familjen gräshoppor. Inga underarter finns listade i Catalogue of Life.